# لودویک گیولی
لودویک گیولی (فرانسوی: Ludovic Giuly‎؛ زادهٔ ۱۰ ژوئیهٔ ۱۹۷۶) یک بازیکن فوتبال اهل فرانسه است.
از باشگاه‌هایی که در آن بازی کرده‌است می‌توان به بارسلونا، لیون، موناکو، باشگاه فوتبال لوریان، آ. اس. رم و پاری سن ژرمن اشاره کرد.
وی همچنین در تیم ملی فوتبال فرانسه بازی کرده است.